# トーク・レディオ
『トーク・レディオ』（原題: Talk Radio）は、1988年制作のアメリカ映画。オリバー・ストーン監督。
1984年にコロラド州で実際に起こったユダヤ系ラジオパーソナリティ、アラン・バーグ（Alan Berg）殺害事件をモチーフにしたエリック・ボゴシアンとタッド・サヴィナーの舞台劇の映画化で、毒舌を売り物にするラジオの人気パーソナリティを通して現代アメリカの悩みと歪みを描いた作品。
エリック・ボゴシアンが第39回ベルリン国際映画祭銀熊賞（個人貢献賞）を受賞した。

## あらすじ
テキサス州ダラスの地方ラジオ局の人気番組「ナイトトーク」のパーソナリティでユダヤ人のバリー・シャンプレーンは、あらゆる人種・階層の人々からかかってくる悩み相談の電話に対して悉く毒舌をふるって答え、社会の矛盾に対し怒りをぶつけて支持を集めていた。
そんな彼に番組の全国ネット化の話が持ちかけられるが、リスナーを罵倒する彼に反感を持つ者も多く、やがて彼を悲劇が見舞う。

## キャスト
- バリー・シャンプレーン - エリック・ボゴシアン（吹替：谷口節）
- エレン - エレン・グリーン（吹替：沢田敏子）
- ローラ - レスリー・ホープ（吹替：土井美加）
- スチュー - ジョン・C・マッギンリー（吹替：伊藤和晃）
- ダン - アレック・ボールドウィン
- ディーツ - ジョン・パンコウ（吹替：金尾哲夫）
- ケント/マイケル/ジョー - マイケル・ウィンコット
- ジェフ・フィッシャー - ロバート・トレバー
- シド・グリーンバーグ - ザック・グルニエ

※初回放送 1991年5月23日 TBS 木曜シネマシアター

## スタッフ
- 監督：オリバー・ストーン
- 製作：A・キットマン・ホー、エドワード・R・プレスマン
- 製作総指揮：グレッグ・ストランギス、サム・ストランギス
- 脚本：エリック・ボゴシアン、オリバー・ストーン
- 原作：エリック・ボゴシアン、タッド・サヴィナー（舞台劇より）
- 撮影：ロバート・リチャードソン
- 音楽：スチュワート・コープランド
- 編集：デヴィッド・ブレナー、ジョー・ハッシング